# Arnaud d'Usseau
Arnaud d'Usseau est un scénariste américain né à Los Angeles le 8 avril 1916 et mort à New York le 29 janvier 1990.

## Biographie
Il est le fils du scénariste Leon d'Usseau.

## Filmographie
(par ordre décroissant)
- 1975 : Ladies of the Corridor de Robert Stevens
- 1973 : Psychomania de Don Sharp
- 1972 : Terreur dans le Shanghaï express (Horror Express) d'Eugenio Martín
- 1950 : BBC Sunday-Night Theatre
- 1950 : Deep Are the Roots
- 1944 : Les Hommes de demain (Tomorrow the World) de Leslie Fenton
- 1942 : Le Témoin disparu (Just Off Broadway) de Herbert I. Leeds
- 1942 : The Man Who Wouldn't Die de Herbert I. Leeds
- 1942 : Who Is Hope Schuyler? de Thomas Z. Loring
- 1941 : Lady Scarface de Frank Woodruff
- 1941 : Repent at Leisure de Frank Woodruff
- 1940 : One Crowded Night d'Irving Reis